# Hermannia alnifolia
Hermannia alnifolia är en malvaväxtart som beskrevs av Carl von Linné. Hermannia alnifolia ingår i släktet Hermannia och familjen malvaväxter. Inga underarter finns listade i Catalogue of Life.